# Партений Гешев
Партений Петров Гешев (Гешов) е български учител, духовник и революционер от Македония.

## Биография
Роден е на 30 януари 1837 година в разложкото село Годлево. Завършва килийното училище в църквата „Успение Богородично“ в родното си село. Учи в Самоков, а по-късно и в класното епархийско училище в Пловдив. Започва просветната си дейност като даскал в килийните училища в село Кьосемуратово, село Каменица и село Годлево. Също така даскалува в Баткунския манастир „Св Петър и Павел“, Банско и Неврокоп. От 1869 година е в село Плевня, Драмско (днес Петруса, Гърция), където преподава и свещенодейства на български език и влиза в конфликт с местните гръкомани. Събитията са отразени в спомените на Спас Прокопов. От 1872 година служи в Кьосемуратово в местния храм „Света Троица“.
В края на октомври 1872 година Васил Левски, заедно с деейците на Татарпазарджишкия революционен комитет Никола Ръжанков и Михо Стефанов посещават Кьосемуратово, където се срещат с поп Партений, чорбаджи Атанас Хаджииванов и местни селяни. Така те основават революционен комитет в селото. В ранната пролет на 1876 година поп Партений е един от основателите и ръководителите на революционен комитет в село Годлево. Поради преждевременното избухване на Априлското въстание в Средногорието, такова не избухва в Разложко. Там са извършени арести и Гешев заедно с десетки други активисти на комитетите в района е арестуван на 3 юни. Впоследствие е отведен в Мехомия, а след това е преместен в затвора в Неврокоп. След жестоки изтезания в продължение на 2 месеца повечето от затворниците са амнистирани и освободени поради намесата на Великите сили, като е взет и откуп.
До края на живота си Гешев е свещеник в село Кьосемуратово, където умира на 23 март 1904 година.
На 25 февруари 2017 година в родното му село е поставена паметна плоча по случай 180 години от рождението му.